# كوني وودز
كوني وودز هو لاعب هوكي الجليد كندي، ولد في 15 أكتوبر 1899 في Salem, Wellington County, Ontario ‏ في كندا، وتوفي في 28 فبراير 1992.